# Eutanyacra vilissima
Eutanyacra vilissima är en stekelart som beskrevs av Heinrich 1961. Eutanyacra vilissima ingår i släktet Eutanyacra och familjen brokparasitsteklar. Inga underarter finns listade i Catalogue of Life.